# UFC Fight Night: Cejudo vs. Song
UFC Fight Night: Cejudo vs. Song（ユーエフシー・ファイトナイト：セフード・バーサス・ソン、別名UFC Fight Night 252、UFC on ESPN+ 110）は、アメリカ合衆国の総合格闘技団体「UFC」の大会の一つ。2025年2月22日、ワシントン州シアトルのクライメット・プレッジ・アリーナで開催された。

## 大会概要
本大会はヘンリー・セフードとソン・ヤドンのバンタム級戦が組まれた。

## 試合結果

### プレリミナリーカード
第1試合 ライトヘビー級 5分3R
○  モデスタス・ブカウスカス vs.  ハファエル・セルケイラ ×
1R 2:12 KO（スタンドパンチ連打）
第2試合 ミドル級 5分3R
○  ヌルスルトン・ルジボエフ vs.  エリック・マッコニコ ×
2R 0:33 TKO（スタンドパンチ連打）
第3試合 175ポンド契約 5分3R
○  オースティン・ヴァンダーフォード vs.  ニコライ・ヴェレテンニコフ ×
2R 4:13 TKO（パウンド）
第4試合 バンタム級 5分3R
○  リッキー・シモン vs.  ジャビッド・バシャラート ×
1R 3:58 KO（右ストレート→パウンド）
第5試合 ミドル級 5分3R
○  マンスール・アブドゥル＝マリク vs.  ニック・クライン ×
2R 3:24 TKO（スタンドパンチ連打）
第6試合 フェザー級 5分3R
○  メルキザエル・コスタ vs.  アンドレ・フィリ ×
1R 4:30 ギロチンチョーク
第7試合 ライトヘビー級 5分3R
○  イオン・クテラバ vs.  イボ・アスラン ×
1R 2:51 肩固め

### メインカード
第8試合 ライトヘビー級 5分3R
○  アロンゾ・メニフィールド vs.  ジュリアス・ウォーカー ×
3R終了 判定2-1（29-28、30-27、28-29）
第9試合 フェザー級 5分3R
○  ジェアン・シウバ vs.  メルシック・バグダサリアン ×
1R 4:15 TKO（右ストレート→ボディへの肘打ち連打）
第10試合 140ポンド契約 5分3R
○  ロブ・フォント vs.  ジェアン・マツモト ×
3R終了 判定2-1（29-28、28-29、29-28）
第11試合 ミドル級 5分3R
○  アンソニー・ヘルナンデス vs.  ブレンダン・アレン ×
3R終了 判定3-0（29-28、29-28、29-28）
第12試合 バンタム級 5分5R
○  ソン・ヤドン vs.  ヘンリー・セフード ×
3R 5:00 テクニカル判定3-0（29-28、29-28、30-27）

### 各賞
ファイト・オブ・ザ・ナイト：アロンゾ・メニフィールド vs. ジュリアス・ウォーカー
パフォーマンス・オブ・ザ・ナイト：ジェアン・シウバ、リッキー・シモン
各選手にはボーナスとして5万ドルが授与された。

### カード変更
負傷などによるカードの変更は以下の通り。